# レオポルド・ヴィレット
レオポルド・ヴィレット (Léopold Villette、1822年2月3日 - 1907年1月12日)は、フランスの軍人。

## 人物
1822年2月3日にフランス北部のエーヌ県で生まれた。父は直接税徴税官。1841年4月18日にサン・シール陸軍士官学校に入学。1864年2月1日、陸軍大臣ニール元帥への海軍侍従となる。1866年には中佐に進級。ニールの幕僚としての資質が評価されたのか1867年8月1日、パリ万国博覧会に将軍徳川慶喜の名代として派遣された徳川昭武の教育係となる。1880年レジオンドヌール勲章受賞。メディジディー勲章受賞。1907年1月12日、発作を起こし死去。ヴィレットの死去は「軍人の鑑、ヴェルサイユの鑑の死」として地元紙に掲載された。